# 안정 곡선
대수기하학에서 안정 곡선(安定曲線, 영어: stable curve)은 자기 동형군이 유한군이어서 모듈라이 스택을 정의할 수 있는 대수 곡선이다.

## 정의
스킴 {\displaystyle S} 위의 종수 {\displaystyle g}의 안정 곡선은 다음 조건을 만족시키는 {\displaystyle S}-스킴 {\displaystyle X\to S}이다.
- {\displaystyle X\to S}는 고유 사상이며 평탄 사상이다.
- {\displaystyle X\to S}의 모든 기하학적 올 {\displaystyle X_{s}}는 다음 네 조건을 만족시킨다.
  - 축소 스킴이다.
  - 연결 공간이다.
  - 크룰 차원이 1차원이다.
  - 산술 종수 {\displaystyle \dim H^{1}({\mathcal {O}}_{X_{s}})}가 {\displaystyle g}이다.
  - 모든 특이점은 보통 이중점(영어: ordinary double point)이다.
- {\displaystyle E}가 {\displaystyle X}의 비특이 유리 기약 성분이라면, {\displaystyle E}는 {\displaystyle X}의 다른 기약 성분들과 적어도 세 개의 점에서 교차한다.

스킴 {\displaystyle S} 위의 종수 {\displaystyle g}의 반안정 곡선(영어: semistable curve)은 다음 조건을 만족시키는 {\displaystyle S}-스킴 {\displaystyle X\to S}이다.
- {\displaystyle X\to S}는 고유 사상이며 평탄 사상이다.
- {\displaystyle X\to S}의 모든 기하학적 올 {\displaystyle X_{s}}는 다음 네 조건을 만족시킨다.
  - 축소 스킴이다.
  - 연결 공간이다.
  - 크룰 차원이 1차원이다.
  - 산술 종수 {\displaystyle \dim H^{1}({\mathcal {O}}_{X_{s}})}가 {\displaystyle g}이다.
  - 모든 특이점은 보통 이중점(영어: ordinary double point)이다.
- {\displaystyle E}가 {\displaystyle X}의 비특이 유리 기약 성분이라면, {\displaystyle E}는 {\displaystyle X}의 다른 기약 성분들과 적어도 두 개의 점에서 교차한다.

## 성질
안정 곡선의 자기 동형군은 유한군이며, 따라서 안정 곡선들의 모듈라이 스택을 정의할 수 있다. 반안정 곡선의 자기 동형군은 가약군이다.
비특이 대수 곡선은 안정 곡선이다.

## 참고 문헌
- Mumford, David; Fogarty, J.; Kirwan, F. (1994). 《Geometric invariant theory》. Ergebnisse der Mathematik und ihrer Grenzgebiete (영어) 34 3판. Springer. ISBN 978-3-540-56963-3. MR 1304906.